# Goita què fan, ara!
Goita què fan, ara! és un lloc web dedicat al contingut audiovisual en català. Creat el 2021, se centra en la recerca i publicació del contingut que pengen les principals plataformes de reproducció en línia. Actualment és la major base de dades de doblatge i subtítols en català, amb més de 25.000 títols. Des del novembre del 2022 també cerca i informa de quins cinemes projecten pel·lícules en català.

## Història

Captura de la pàgina el desembre del 2022

Goita què fan, ara! es va fundar l'agost del 2021. A través del seu compte de Twitter anunciaven dues vegades al dia i de forma automatitzada les novetats que anaven trobant a les pàgines de streaming de Movistar+, Disney+, Rakuten i FilminCAT, i que incorporaven en una base de dades, que per llavors era de poc més de 1.000 fitxes. Els mesos posteriors, el lloc web va anar tenint diferents petites actualitzacions que se centraven principalment en l'addició de fitxes i de plataformes indexades (Netflix, Prime Video, HBO Max, SX3, Jonu media o Apple TV, entre altres) i en millores en el rendiment del lloc.
El 5 de setembre del 2022 va oferir l'actualització més gran fins a la data. Per començar, es va habilitar la creació de comptes d'usuari per tal de poder-hi fer llistes personalitzades i puntuar les sèries i pel·lícules vistes. A més, nous enllaços afegits a les fitxes van permetre veure els tràilers a YouTube i accedir a les entrades corresponents de les bases de dades TMDB i IMDB. Finalment, amb l'agregació de la base de dades de la Generalitat de Catalunya i la de l'ésAdir, el portal va passar de tenir poc menys de 4.000 títols a més de 22.000, convertint-se així en la base de dades de doblatge i subtítols en català més gran.
La funció de cartellera, afegida el 4 de novembre del 2022, va permetre fer cerques, tant per pel·lícules com per cinemes, per veure quins dies i a on es projecten pel·lícules doblades al català.
El 17 de gener del 2023 es van publicar dues extensions de navegadors (per Firefox i Chrome) que permeten veure dins les pàgines web de Netflix i Prime Video quins continguts estan doblats i subtitulats al català. Addicionalment, a les pàgines d'aquestes dues plataformes apareix una opció anomenada ‘Tot en català’ que redirigeix a una pàgina del Goita què fan, ara! on es mostren tots els títols doblats i subtitulats presents a la plataforma.
L'aplicació mòbil, anomenada Goita Play, va llançar-se per a iOS el 30 de gener del 2023, i per a Android el 12 d'abril d'aquell mateix any.
Gràcies a l'arrodoniment solidari (campanya de micromecenatge) dels supermercats Bonpreu i Esclat del mes del gener del 2022, dedicat a l'audiovisual en català, el portal Goita què fan, ara! va començar a treballar amb Plataforma per la Llengua en la campanya Goita què NO fan, on s'amplien les funcions del programa i s'informa d'aquelles fitxes que, tot i haver-hi l'àudio i/o els subtítols, les plataformes no ofereixen. Aquesta funció es va donar a conèixer el 17 de març del 2023.
El 27 d'abril del 2023 va rebre el "Premi a la defensa del català i les llibertats a Catalunya" dels Premis Vila de Gràcia 2022, concedits per l'ajuntament de Barcelona.

## Característiques

### Base de dades
Amb més de 24.000 títols indexats, el portal Goita què fan, ara! té la base de dades de cinema en català més gran. Dins de cada una de les fitxes es troba: la caràtula, una breu sinopsi, un llistat dels actors i directors, tipus de fitxer (pel·lícula, sèrie, documental...), durada, edat recomanada, any d'estrena, qualitat de la imatge, l'anunci (si està disponible), enllaços a pàgines d'interès i la disponibilitat en plataformes (tant si està disponible l'àudio, els subtítols o cap de les dues coses), així com el seu historial (dia en que es va afegir o treure la fitxa a cada una de les plataformes). Totes aquestes dades s'obtenen integrant les base de dades de Política Lingüística, l'ésAdir, l'IMDB i TMDB.

### Cinema
La funció Cinema informa de quines pel·lícules es projecten en català per tot el territori. Aquesta recerca es pot realitzar tant per cartellera, on es mostra un llistat de totes les pel·lícules que s'estan projectant en aquell moment, com per cinema, on apareixen tots els cinemes del Principat i s'informa de quines pel·lícules tenen.
Una actualització del portal permet fer la recerca a través d'un mapa interactiu que mostra la cartellera del dia seleccionat.

### Usuari
Existeix l'opció de registrar un nom d'usuari. Amb aquesta funció hom pot fer llistes personalitzades i privades d'aquells títols que més l'interessi veure en un futur, així com valorar les pel·lícules i les sèries. La puntuació va de l'1 fins al 10 i és representada amb un número amb un decimal al costat d'una estrella de cinc puntes. El número i l'estrella de color blanc és la mitjana de tots els vots de la web i la de color groc la de l'usuari.

### Estadístiques
A l'opció Estadístiques, només visible pels usuaris registrats, s'informa de la quantitat de títols que té cada plataforma (tant amb àudio com amb subtítols), es fa un càlcul del percentatge que representa de tot el contingut total i s'informa de l'evolució que ha tingut.
Totes les fitxes del lloc web tenen un botó amb l'historial de cadascuna. Es pot consultar quin dia es va afegir o llevar el fitxer en quina plataforma i si es tracta de l'àudio i/o dels subtítols.

### Xarxes socials
A través de les xarxes socials, principalment a través de Twitter (on tenen més de 8000 seguidors), s'informa cada dia de les novetats trobades. Aquesta informació també es publica al web, dins la secció Novetats. També es poden compartir amb un clic les fitxes per WhatsApp, Twitter, Facebook i Telegram.

### Extensió de navegador
Existeixen unes extensions de navegadors per veure de forma ressaltada el contingut de Netflix i Prime Video que està en català a través dels navegadors Firefox i Chrome. Activant aquestes extensions, l'usuari, quan entra als webs d'aquestes plataformes, veu un quadrat blanc a la part superior dreta que diu, en el cas que estigui disponible, VC (versió en català) i/o VOSC (versió original subtitulada al català).

### Goita què NO fan
Amb la participació de Plataforma per la Llengua i finançat per l'arrodoniment solidari dels supermercats Bonpreu i Esclat, s'accedeix a la funció Goita què NO fan, on es mostren totes les pel·lícules i sèries que, tot i haver-hi un doblatge ja existent, les plataformes no l'ofereixen. L'objectiu no és només informar, sinó que té una funció reivindicativa: a través del botó Reclama-ho es pot compartir per WhatsApp, Facebook i Twitter un missatge de protesta. Segons Plataforma per la Llengua, "aquesta característica ha de servir perquè entre tota la comunitat catalanoparlant a l'Estat espanyol es faci una reclamació massiva a cadascuna de les plataformes perquè, pel·lícula a pel·lícula, acabin incorporant tots els doblatges i els subtítols en català pagats prèviament". És la primera vegada que s'obté aquesta informació: fins a la data només es podia saber d'aquells títols que es troben penjats en català. En el moment d'aplicar la funció, el programa va trobar 3.990 títols que, tot i existir el doblatge i/o els subtítols, una o més plataformes no l'oferien.

## Metodologia
Perquè totes les funcions ofertes es puguin dur a terme, el lloc web realitza un seguit d'accions.
Recopilació automàtica de dades
Cada dia s'executa una revisió automàtica de totes les fitxes de les plataformes de streaming que es tenen registrades. En el cas que hi hagui una variació, sigui l'aparició o desaparició de l'àudio o els subtítols, el programa modifica la fitxa. Si en canvi es tracta d'un nou títol, el programa crea una nova fitxa. També es revisen (i s'actua en conseqüència) les pàgines TMDB i IMDB, així com la base de dades de la Secretaria de Política Lingüística de la Generalitat de Catalunya i el lloc ésAdir (el portal lingüístic de la Corporació Catalana de Mitjans Audiovisuals).
Revisió de dades
Per tal de mantenir la informació verídica i al dia, es revisen exhaustivament les fitxes existents.
Recopilació manual de dades
De forma manual es busquen tots aquells títols que no es troben a cap plataforma. Alguns exemples serien títols antics que ja no tenen drets d'autor i poden veure's en webs com YouTube.
Presentació de les dades
Tota la informació nova és publicada al lloc web i a les xarxes socials.